# Budy Sułkowskie (powiat grójecki)
Budy Sułkowskie – zniesiona wieś w Polsce, w województwie mazowieckim, w powiecie grójeckim, w gminie Chynów. Leży 30 km na południe od Warszawy, przy linii kolejowej nr 8 (Warszawa Zachodnia - Kraków Główny).
Nazwa miejscowości została zniesiona z dniem 1 stycznia 2017, terytorium włączone do Sułkowic.
W latach 1975–1998 miejscowość należała administracyjnie do województwa radomskiego.
Przez miejscowość przepływa rzeka Czarna, lewobrzeżny dopływ Wisły.